# U 997
U 997 war ein deutsches U-Boot vom Typ VII C, ein sogenanntes „Atlantikboot“. Es wurde durch die deutsche Kriegsmarine während des U-Boot-Krieges im Zweiten Weltkrieg im Nordatlantik, im Nordmeer und im Eismeer eingesetzt.

## Technische Daten
Ein Typ VII C-Boot erreichte, getrieben von zwei Dieselmotoren, bei der Überwasserfahrt eine Geschwindigkeit von 17 Knoten, hatte eine maximale Reichweite von 6500 sm und konnte unter Wasser mithilfe der zwei Elektromotoren 7,6 Knoten Fahrt machen, bei einer maximalen Reichweite von 80 sm.

## Einsatz und Geschichte
Das U-Boot gehörte vom 23. September 1943 bis Ende März 1944 als Ausbildungsboot zur 5. U-Flottille und war in Kiel stationiert. Dann war das Boot für einen Monat der 9. U-Flottille unterstellt, die an der nordfranzösischen Atlantikküste stationiert war, verlegte aber nicht zu deren Stützpunkt. Kommandant Lehmann absolvierte mit seinem Boot in dieser Zeit eine Unternehmung im Eismeer, patrouillierte westlich der Bäreninsel und lief dann bis Ende Juni einige Stützpunkte entlang der norwegischen Küste an. Am 1. Juni wurde das Boot der 13. U-Flottille unterstellt. Am 22. Juni lief Kommandant Lehmann mit U 997 schließlich im Marinestützpunkt Hammerfest ein. Von hier aus brach er am 18. Juli zu seiner zweiten Unternehmung mit U 997 auf, in deren Verlauf er im Nordmeer und westlich der Insel Jan Mayen patrouillierte. Lehmann unternahm mit seinem Boot von diversen norwegischen Stützpunkten aus fünf weitere Fahrten. Im April 1944 gelang es Lehmann bei einem Angriff auf einen sowjetischen Geleitzug bei der Halbinsel Kola den Frachter Onega zu versenken und das norwegische Schiff Idefjord zu beschädigen. Im Mai 1945 übergab er das Boot an britische Streitkräfte.

## Ende des Bootes
U 997 wurde von Narvik nach Schottland und dann nach Nordirland überführt. Nach einiger Zeit im Hafen von Londonderry wurde U 997 an die schottische Westküste verbracht und dort im Rahmen der Operation Deadlight durch Raketenbeschuss von Mosquitos der 248. RAF-Squadron versenkt.